# Liste der Kulturdenkmale in Sondershausen
Die Liste der Kulturdenkmale in Sondershausen umfasst die als Ensembles, Straßenzüge und Einzeldenkmale erfassten Kulturdenkmale in der thüringischen Mittel- und Kreisstadt Sondershausen und ihrer Ortsteile.
Die Angaben in der Liste ersetzen nicht die rechtsverbindliche Auskunft der zuständigen Denkmalschutzbehörde.

## Legende
- Bild: zeigt ein Bild des Kulturdenkmals und gegebenenfalls einen Link zu weiteren Fotos des Kulturdenkmals im Medienarchiv Wikimedia Commons
- Bezeichnung: Name, Bezeichnung oder die Art des Kulturdenkmals
- Lage: Wenn vorhanden Straßenname und Hausnummer des Kulturdenkmals; Grundsortierung der Liste erfolgt nach dieser Adresse. Der Link Karte führt zu verschiedenen Kartendarstellungen und nennt die Koordinaten des Kulturdenkmals.
 Kartenansicht, um Koordinaten zu setzen – in dieser Kartenansicht sind Kulturdenkmale ohne Koordinaten mit einem roten bzw. orangen Marker dargestellt und können in der Karte gesetzt werden. Kulturdenkmale ohne Bild sind mit einem blauen bzw. roten Marker gekennzeichnet, Kulturdenkmale mit Bild mit einem grünen bzw. orangen Marker.
- Datierung: gibt das Jahr der Fertigstellung beziehungsweise das Datum der Erstnennung oder den Zeitraum der Errichtung an
- Beschreibung: bauliche und geschichtliche Einzelheiten des Kulturdenkmals, vorzugsweise die Denkmaleigenschaften
- ID: Die ID identifiziert das Kulturdenkmal eindeutig. In Thüringen sind aktuell keine IDs veröffentlicht. In der ID-Spalte kann sich auch folgendes Icon  befinden, dies führt zu Angaben zu diesem Kulturdenkmal bei Wikidata.

## Kulturdenkmale nach Ortsteilen

### Berka
| Bild                           | Bezeichnung                   | Lage                    | Datierung | Beschreibung                                                     | ID           |
| ------------------------------ | ----------------------------- | ----------------------- | --------- | ---------------------------------------------------------------- | ------------ |
| weitere Bilder Fotos hochladen | Evangelische Kirche St. Vitus | Im Dorf (Karte)         | 1723      | Kirche samt künstlerischer Ausstattung, Kirchhof und Einfriedung | 365.220.0568 |
| BW                             | Wohnhaus                      | Goethestraße 13 (Karte) |           | Wohnhaus                                                         | 365.220.0019 |

### Großberndten
| Bild                                    | Bezeichnung                               | Lage                    | Datierung | Beschreibung                                        | ID           |
| --------------------------------------- | ----------------------------------------- | ----------------------- | --------- | --------------------------------------------------- | ------------ |
| weitere Bilder Fotos hochladen          | Evangelische Kirche St. Petrus und Paulus | Kirchgasse 23 (Karte)   |           | Kirche samt künstlerischer Ausstattung und Kirchhof | 365.220.0057 |
| Direkt Bild zu diesem Denkmal hochladen | Backhaus                                  | Zum Bonifatiusborn      |           | ehem. Dietenborn                                    | 365.220.0583 |
| BW                                      | Schulgebäude                              | Lindenstraße 19 (Karte) |           |                                                     | 365.220.0058 |
| Direkt Bild zu diesem Denkmal hochladen | Wohnhaus                                  | Lindenstraße 22         |           |                                                     | 365.220.0059 |
| Direkt Bild zu diesem Denkmal hochladen | Wohnhaus                                  | Lindenstraße 27         |           | Wohnhaus und Nebengebäude                           | 365.220.0060 |
| BW                                      | Wohnhaus                                  | Kirchgasse 13 (Karte)   |           | Wohnhaus                                            | 365.220.0061 |
| Direkt Bild zu diesem Denkmal hochladen | Brunnen                                   | Seegasse                |           |                                                     | 365.220.0064 |
| BW                                      | Hofpforte, Torfahrt und Nebengebäude      | Seegasse 21 (Karte)     |           |                                                     | 365.220.0063 |

### Großfurra
| Bild                                    | Bezeichnung                        | Lage                                      | Datierung | Beschreibung                                                             | ID           |
| --------------------------------------- | ---------------------------------- | ----------------------------------------- | --------- | ------------------------------------------------------------------------ | ------------ |
| weitere Bilder Fotos hochladen          | Evangelische Kirche St. Bonifatius | (Karte)                                   |           | Kirche samt künstlerischer Ausstattung, Kirchhof und Einfriedung         | 365.220.0247 |
| Direkt Bild zu diesem Denkmal hochladen | Hofanlage                          | Lindenplatz 5                             |           | auch Bestandteil des Denkmalensembles „Schloss“                          | 365.220.0251 |
| BW                                      | Rittergut                          | Lindenplatz 8 (Karte)                     |           |                                                                          | 365.220.0254 |
| BW                                      | Ehemalige Schule                   | Oberdorf 1 (Karte)                        |           | Ehemalige Schule und Torbogen                                            | 365.220.0248 |
| Direkt Bild zu diesem Denkmal hochladen | Wohnhaus                           | Oberdorf 3                                |           | Klosterhof                                                               | 365.220.0249 |
| BW                                      | Wohnhaus                           | Oberdorf 4 (Karte)                        |           | Kämmerhof                                                                | 365.220.0250 |
| Fotos hochladen                         | Pfarrhaus                          | Oberdorf 8 (Karte)                        |           | Pfarrhaus und Scheune                                                    | 365.220.0252 |
| weitere Bilder Fotos hochladen          | Schloss                            | Schloßstraße 8, 8a (Karte)                | 1100      | Schloss samt Parkanlage, auch Bestandteil des Denkmalensembles „Schloss“ | 365.220.0253 |
| Fotos hochladen                         | Denkmalensemble „Schloss“          | Lindenplatz 5, Schloßstraße 8, 8a (Karte) |           | Hofanlage und Schloss                                                    | 365.220.1055 |
| Fotos hochladen                         | Wohnhaus                           | Schloßstraße 48 (Karte)                   |           | Wohnhaus                                                                 | 365.220.0255 |
| BW                                      | Heidehaus                          | Auf der Heide 13 (Karte)                  |           | Gästehaus                                                                | 365.220.0256 |

### Himmelsberg
| Bild                           | Bezeichnung                       | Lage                         | Datierung | Beschreibung                                                     | ID           |
| ------------------------------ | --------------------------------- | ---------------------------- | --------- | ---------------------------------------------------------------- | ------------ |
| weitere Bilder Fotos hochladen | Evangelische Kirche St. Mauritius | Lori-Ludwig-Straße (Karte)   |           | Kirche samt künstlerischer Ausstattung, Kirchhof und Einfriedung | 365.220.0292 |
| BW                             | Wohnhaus                          | Lori-Ludwig-Straße 3 (Karte) |           | Wohnhaus                                                         |              |

### Hohenebra
| Bild                           | Bezeichnung                    | Lage                     | Datierung | Beschreibung                                                     | ID           |
| ------------------------------ | ------------------------------ | ------------------------ | --------- | ---------------------------------------------------------------- | ------------ |
| weitere Bilder Fotos hochladen | Evangelische Kirche Gloria Deo | Pfarrgasse (Karte)       |           | Kirche samt künstlerischer Ausstattung, Kirchhof und Einfriedung | 365.220.0294 |
| BW                             | Wohnhaus                       | An den Linden 56 (Karte) |           |                                                                  | 365.220.0296 |

### Immenrode
| Bild                           | Bezeichnung                        | Lage                     | Datierung | Beschreibung                                                     | ID           |
| ------------------------------ | ---------------------------------- | ------------------------ | --------- | ---------------------------------------------------------------- | ------------ |
| weitere Bilder Fotos hochladen | Evangelische Kirche St. Trinitatis | Kirchstraße 7 (Karte)    |           | Kirche samt künstlerischer Ausstattung, Kirchhof und Einfriedung | 365.220.0395 |
| BW                             | Denkmalensemble Kirchstraße        | Kirchstraße 8–12 (Karte) |           | Straßenzug mit Nr., 8, 9, 10, 12 und Flurstück 1-239/5           | 365.220.1040 |
| BW                             | Gehöft                             | Kirchstraße 12 (Karte)   |           | Gehöft ist auch Bestandteil des Denkmalensembles Kirchstraße     | 365.220.0581 |
| weitere Bilder Fotos hochladen | Jüdischer Friedhof                 | Müllerberg (Karte)       |           |                                                                  | 365.220.0397 |
| weitere Bilder Fotos hochladen | Windmühle                          | Dorfstraße (Karte)       |           | Flurstück 10-888/3                                               | 365.220.0396 |
| BW                             | Torfahrt & Pforte                  | Kirchstraße 2 (Karte)    |           |                                                                  | 365.220.0398 |
| BW                             | Hofpforte                          | Kirchstraße 5 (Karte)    |           |                                                                  | 365.220.0577 |
| BW                             | Torfahrt & Hofpforte               | Wassergasse 11 (Karte)   |           |                                                                  | 365.220.0582 |

### Kleinberndten
| Bild                                    | Bezeichnung                      | Lage                                | Datierung | Beschreibung                                                     | ID           |
| --------------------------------------- | -------------------------------- | ----------------------------------- | --------- | ---------------------------------------------------------------- | ------------ |
| weitere Bilder Fotos hochladen          | Evangelische Kirche St. Johannis | St. Johannisstieg (Karte)           |           | Kirche samt künstlerischer Ausstattung, Kirchhof und Glockenhaus | 365.220.0409 |
| BW                                      | Wohnhaus                         | Am Berge 7 (Karte)                  |           | Wohnhaus                                                         | 365.220.0410 |
| BW                                      | Backhaus                         | Eichsfelder Straße 7 (Karte)        |           | Wohnhaus und Backhaus                                            | 365.220.0412 |
| BW                                      | Wohnhaus                         | Eichsfelder Straße 7 (Karte)        |           | Wohnhaus und Backhaus                                            | 365.220.0411 |
| BW                                      | Gehöft                           | Besenrode 6 (Karte)                 |           |                                                                  | 365.220.0413 |
| BW                                      | Gehöft                           | Hainleite-Helbetal-Straße 3 (Karte) |           | Vierseitenhof                                                    | 365.220.0414 |
| BW                                      | Wohnhaus                         | Hinterdorfstraße 5 (Karte)          |           | Wohnhaus                                                         | 365.220.0416 |
| BW                                      | Hofdurchfahrt                    | Vor der Wohlruthe 14 (Karte)        |           |                                                                  | 365.220.0415 |
| BW                                      | Gehöft                           | St. Johannisstieg 1 (Karte)         |           |                                                                  | 365.220.0417 |
| BW                                      | Wohnhaus                         | St. Johannisstieg 10 (Karte)        |           | Wohnhaus                                                         | 365.220.0418 |
| BW                                      | Wohnhaus                         | Schmiedegasse 4 (Karte)             |           |                                                                  | 365.220.0302 |
| Direkt Bild zu diesem Denkmal hochladen | Schöpfbrunnen                    | Spittel                             |           | Flurstück 6-144/4                                                | 365.220.0421 |
| BW                                      | Wohnhaus                         | Spittel 1 (Karte)                   |           |                                                                  | 365.220.0419 |
| BW                                      | Wohnhaus                         | Spittel 2 (Karte)                   |           |                                                                  | 365.220.0420 |
| BW                                      | Wohnhaus                         | Steingasse 2 (Karte)                |           | Wohnhaus, Scheune, Torfahrt und Mauer                            | 365.220.0422 |

### Oberspier
| Bild                           | Bezeichnung                      | Lage                               | Datierung | Beschreibung                                                     | ID           |
| ------------------------------ | -------------------------------- | ---------------------------------- | --------- | ---------------------------------------------------------------- | ------------ |
| weitere Bilder Fotos hochladen | Evangelische Kirche St. Johannes | Geschw.-Scholl-Straße (Karte)      |           | Kirche samt künstlerischer Ausstattung, Kirchhof und Einfriedung | 365.220.0452 |
| Fotos hochladen                | Wohnhaus                         | Otto-Fleischhauer-Straße 1 (Karte) |           |                                                                  | 365.220.0454 |
| Fotos hochladen                | Wohnhaus                         | Stäte 2 (Karte)                    |           |                                                                  | 365.220.0453 |

### Schernberg
| Bild                           | Bezeichnung                    | Lage                    | Datierung | Beschreibung                                                     | ID           |
| ------------------------------ | ------------------------------ | ----------------------- | --------- | ---------------------------------------------------------------- | ------------ |
| weitere Bilder Fotos hochladen | Evangelische Kirche St. Crucis | Kittelstraße 44 (Karte) |           | Kirche samt künstlerischer Ausstattung, Kirchhof und Einfriedung | 365.220.0480 |
| BW                             | Gemeindeverwaltung             | Am Marktplatz 1 (Karte) |           | Wohnhaus                                                         | 365.220.0486 |
| BW                             | Scheune                        | Kittelstraße 2 (Karte)  |           |                                                                  | 365.220.0485 |
| BW                             | Wohnhaus                       | Marktstraße 11 (Karte)  |           |                                                                  | 365.220.0481 |
| BW                             | Wohnhaus                       | Marktstraße 45 (Karte)  |           |                                                                  | 365.220.0482 |
| BW                             | Wohnhaus                       | Marktstraße 47 (Karte)  |           | Wohnhaus                                                         | 365.220.0483 |

### Stadt Sondershausen
| Bild                                    | Bezeichnung                                 | Lage                                                                | Datierung | Beschreibung | ID                            |
| --------------------------------------- | ------------------------------------------- | ------------------------------------------------------------------- | --------- | --- | ----------------------------- |
| weitere Bilder Fotos hochladen          | Denkmalensembles Schloss                    | (Karte)                                                             |           | Schloss, Parkanlage, Marstall, Wagenhaus, Achteckhaus, Jägerhaus, Alte Wache, Parkhäuschen, Teehäuschen, Teil des DE 365.220.1113 | 365.220.1587                  |
| BW                                      | Gartenpavillon                              | Alexander-Puschkin-Promenade 5b (Karte)                             |           | Einzeldenkmal, Teil des DE 365.220.1113                                                                                           | 365.220.1041                  |
| BW                                      | Karl-Günther-Schule                         | Alexander-Puschkin-Promenade 22 (Karte)                             |           | ehemalige Goethe-Schule, Einzeldenkmal, Teil des DE 365.220.1113                                                                  | 365.220.1056                  |
| BW                                      | Käthe-Kollwitz-Schule                       | Alexander-Puschkin-Promenade 22b (Karte)                            |           | Ehem. Mädchenschule mit Hausmeiterpavillon, Einzeldenkmal, Teil des DE 365.220.1113                                               | 365.220.1077                  |
| BW                                      | Villa                                       | Alexander-Puschkin-Promenade 23 (Karte)                             |           | Einzeldenkmal, Teil des DE 365.220.1113                                                                                           | 365.220.1023                  |
| BW                                      | Villa mit Einfriedung                       | Am Elisabethplatz 2 (Karte)                                         |           | ehem. Versicherung, Einzeldenkmal                                                                                                 | 365.220.1078 und 365.220.1079 |
| weitere Bilder Fotos hochladen          | Brügmannschacht, Schacht I                  | Schachtstraße 20/22 (Karte)                                         |           | Fördermaschinenhaus und Dampfmaschine, Einzeldenkmal                                                                              | 365.220.1585                  |
| Fotos hochladen                         | Petersenschacht, Schacht II                 | Am Petersenschacht 9 (Karte)                                        |           | Fördergerüst, Hauptgebäude und zwei Fördermaschinenhäuser, Einzeldenkmal                                                          | 365.220.1584                  |
| Fotos hochladen                         | Villa                                       | August-Bebel-Straße 54 (Karte)                                      |           | Einzeldenkmal | 365.220.1032                  |
| weitere Bilder Fotos hochladen          | Bahnhof                                     | Bahnhofstraße 1 (Karte)                                             |           | Bahnhof mit Empfangsgebäude, Bahnsteige, Unterführung, Überdachungen, Wasserturm, Wasserkran, Stellwerk                           | 365.220.1034                  |
| BW                                      | Wohn- und Geschäftshaus                     | Burgstraße 1 (Karte)                                                |           | Einzeldenkmal, Teil des DE 365.220.1113                                                                                           | 365.220.1504                  |
| BW                                      | Wohn- und Geschäftshaus                     | Burgstraße 2 (Karte)                                                |           | Einzeldenkmal, Teil des DE 365.220.1113                                                                                           | 365.220.1505                  |
| BW                                      | Wohn- und Geschäftshaus                     | Burgstraße 3 (Karte)                                                |           | Einzeldenkmal, Teil des DE 365.220.1113                                                                                           | 365.220.1506                  |
| BW                                      | Wohn- und Geschäftshaus                     | Burgstraße 15 (Karte)                                               |           | Einzeldenkmal, Teil des DE 365.220.1113                                                                                           | 365.220.1507                  |
| BW                                      | Wohn- und Geschäftshaus                     | Burgstraße 16 (Karte)                                               |           | Einzeldenkmal, Teil des DE 365.220.1113                                                                                           | 365.220.1508                  |
| BW                                      | Wohnbaufläche                               | Carl-Schroeder-Straße 1 (Karte)                                     |           | Grundstück, Teil des DE 365.220.1113                                                                                              | 365.220.1525                  |
| BW                                      | Wohnbaufläche                               | Carl-Schroeder-Straße 1a (Karte)                                    |           | Grundstück, Teil des DE 365.220.1113                                                                                              | 365.220.1526                  |
| BW                                      | Wohnbaufläche                               | Carl-Schroeder-Straße 3 (Karte)                                     |           | Grundstück, Teil des DE 365.220.1113                                                                                              | 365.220.1527                  |
| BW                                      | Wohn- und Geschäftshaus                     | Carl-Schroeder-Straße 4/5 (Karte)                                   |           | Einzeldenkmal, Teil des DE 365.220.1113                                                                                           | 365.220.1528                  |
| BW                                      | Wohn- und Geschäftshaus                     | Carl-Schroeder-Straße 6 (Karte)                                     |           | Grundstück, Teil des DE 365.220.1113                                                                                              | 365.220.1529                  |
| BW                                      | Wohnbaufläche                               | Carl-Schroeder-Straße 7 (Karte)                                     |           | Grundstück, Teil des DE 365.220.1113                                                                                              | 365.220.1530                  |
| BW                                      | Verwaltung                                  | Carl-Schroeder-Straße 9 (Karte)                                     |           | Alte Kämmerei, Einzeldenkmal, Teil des DE 365.220.1113                                                                            | 365.220.1531                  |
| BW                                      | Verwaltung/GH                               | Carl-Schroeder-Straße 10 (Karte)                                    |           | ehem. Konservatorium, Einzeldenkmal, Teil des DE 365.220.1113                                                                     | 365.220.1523                  |
| Direkt Bild zu diesem Denkmal hochladen |                                             | Carl-Schroeder-Straße                                               |           | Grundstück 5-1837/213, Teil des DE 365.220.1113                                                                                   | 365.220.1524                  |
| BW                                      | Parkplatz                                   | Carl-Schroeder-Straße (Karte)                                       |           | Grundstück 5-819/1, Teil des DE 365.220.1113                                                                                      | 365.220.1532                  |
| BW                                      | Wassertreppe                                | Carl-Schroeder-Straße (Karte)                                       |           | Grundstück 5-211/5, Teil des DE 365.220.1113                                                                                      | 365.220.1519                  |
| Direkt Bild zu diesem Denkmal hochladen |                                             | Carl-Schroeder-Straße                                               |           | Grundstück 5-211/9, Teil des DE 365.220.1113                                                                                      | 365.220.1520                  |
| Direkt Bild zu diesem Denkmal hochladen |                                             | Carl-Schroeder-Straße                                               |           | Grundstück 5-216/1 und 5-217/1, Teil des DE 365.220.1113                                                                          | 365.220.1521                  |
| BW                                      | Gehweg und Straße                           | Carl-Schroeder-Straße (Karte)                                       |           | Grundstück 5-219/2 und 5-819/4,5-819/5, Teil des DE 365.220.1113                                                                  | 365.220.1522                  |
| weitere Bilder Fotos hochladen          | Cruciskirche                                | Crucisstraße (und Planplatz) 8 (Karte)                              |           | Kirchen, Einzeldenkmal | 365.220.1582                  |
| weitere Bilder Fotos hochladen          | St. Elisabeth-Kirche                        | Elisabethplatz 1 (Karte)                                            |           | katholische Kirche samt Ausstattung, Einzeldenkmal                                                                                | 365.220.1581                  |
| BW                                      | Denkmalensembles Florian-Geyer-Straße 18–22 | Florian-Geyer-Straße 18–22 (Karte)                                  |           | Denkmalsensemble | 365.220.1080                  |
| BW                                      | Florian-Geyer-Straße 18                     | Florian-Geyer-Straße 18 (Karte)                                     |           | Einzeldenkmal des Denkmalsensembles 365.220.1080                                                                                  | 365.220.1081                  |
| BW                                      | Florian-Geyer-Straße 19                     | Florian-Geyer-Straße 19 (Karte)                                     |           | Einzeldenkmal des Denkmalsensembles 365.220.1080                                                                                  | 365.220.1082                  |
| BW                                      | Florian-Geyer-Straße 20                     | Florian-Geyer-Straße 20 (Karte)                                     |           | Einzeldenkmal des Denkmalsensembles 365.220.1080                                                                                  | 365.220.1083                  |
| Direkt Bild zu diesem Denkmal hochladen | Florian-Geyer-Straße 21                     | Florian-Geyer-Straße 21                                             |           | Einzeldenkmal des Denkmalsensembles 365.220.1080                                                                                  | 365.220.1084                  |
| Direkt Bild zu diesem Denkmal hochladen | Florian-Geyer-Straße 22                     | Florian-Geyer-Straße 22                                             |           | Einzeldenkmal des Denkmalsensembles 365.220.1080                                                                                  | 365.220.1085                  |
| BW                                      | Straßenbild Gartenstraße 1–7                | Gartenstraße 1–7 (Karte)                                            |           | „Denkmalsensemble Gartenstraße“ 365.220.1086                                                                                      | 365.220.1086                  |
| BW                                      | Gartenstraße 1                              | Gartenstraße 1 (Karte)                                              |           | Einzeldenkmal des Denkmalsensembles 365.220.1086                                                                                  | 365.220.1087                  |
| BW                                      | Gartenstraße 2                              | Gartenstraße 2 (Karte)                                              |           | Einzeldenkmal des Denkmalsensembles 365.220.1086                                                                                  | 365.220.1088                  |
| BW                                      | Gartenstraße 3                              | Gartenstraße 3 (Karte)                                              |           | Einzeldenkmal des Denkmalsensembles 365.220.1086                                                                                  | 365.220.1089                  |
| BW                                      | Gartenstraße 4                              | Gartenstraße 4 (Karte)                                              |           | Einzeldenkmal des Denkmalsensembles 365.220.1086                                                                                  | 365.220.1010                  |
| BW                                      | Gartenstraße 5                              | Gartenstraße 5 (Karte)                                              |           | Einzeldenkmal des Denkmalsensembles 365.220.1086                                                                                  | 365.220.1011                  |
| BW                                      | Gartenstraße 6                              | Gartenstraße 6 (Karte)                                              |           | Einzeldenkmal des Denkmalsensembles 365.220.1086                                                                                  | 365.220.1012                  |
| BW                                      | Gartenstraße 7                              | Gartenstraße 7 (Karte)                                              |           | Einzeldenkmal des Denkmalsensembles 365.220.1086                                                                                  | 365.220.1013                  |
| BW                                      | Doppelwohnhaus                              | Gartenstraße 12/13 (Karte)                                          |           | Etagenvilla, Einzeldenkmal | 365.220.1053                  |
| BW                                      | Wohnhaus                                    | Gartenstraße 15 (Karte)                                             |           | Einzeldenkmal | 365.220.1058                  |
| BW                                      | Wohn- und Geschäftshaus                     | Gartenstraße 28 (Karte)                                             |           | Einzeldenkmal | 365.220.1052                  |
| weitere Bilder Fotos hochladen          | St. Georg-Kirche                            | Georgenstraße (Karte)                                               |           | Evangelisch-Lutherische Pfarrkirche samt Ausstattung, Kirchhof und Einfriedung, Einzeldenkmal                                     | 365.220.1045                  |
| Fotos hochladen                         | Villa „Bärenwinkel“                         | Göldnerstraße 6 (Karte)                                             |           | ehem. „Lindner“, Villa & Remise & Einfriedung, Einzeldenkmal                                                                      | 365.220.1065                  |
| weitere Bilder Fotos hochladen          | Bismarckturm                                | Göldner-Rundweg, Spatenberg (Karte)                                 |           | Spatenbergturm, Aussichtsturm, Einzeldenkmal                                                                                      | 365.220.1062                  |
| BW                                      | Pfarrhaus                                   | Gottesackergasse 4 (Karte)                                          |           | Einzeldenkmal | 365.220.1094                  |
| BW                                      | Teichmühle                                  | Greußener Straße 36 (Karte)                                         |           | historische Sägemühle, Wasserrad, Holzbiegewerkstatt und Dampfmaschine, Einzeldenkmal                                             | 365.220.1103                  |
| weitere Bilder Fotos hochladen          | Jagdschloss Possen                          | Güntherstraße 32 (Karte)                                            |           | ehemalige Villa „König“, Einzeldenkmal                                                                                            | 365.220.1070                  |
| BW                                      | Villa                                       | Güntherstraße 33 (Karte)                                            |           | ehem. Villa „Glückauf“, Einzeldenkmal                                                                                             | 365.220.1064                  |
| weitere Bilder Fotos hochladen          | Gymnasium                                   | Güntherstraße 58 (Karte)                                            | 1829      | Schule mit Turnhalle und Einfriedung, Einzeldenkmal                                                                               | 365.220.1049                  |
| BW                                      | Denkmalensembles Kernstadt SDH              | Hauptstraße (Karte)                                                 |           | Denkmalensemble „Kernstadt Sondershausen“                                                                                         | 365.220.1113                  |
| BW                                      | ehem. Post                                  | Hauptstraße 1 (Karte)                                               |           | Einzeldenkmal, auch Teil des DE 365.220.1113                                                                                      | 365.220.1114                  |
| BW                                      | Scholz                                      | Hauptstraße 2 (Karte)                                               |           | Teil des DE 365.220.1113 und | 365.220.1120                  |
| BW                                      | Tomaschek                                   | Hauptstraße 3 (Karte)                                               |           | Teil des DE 365.220.1113 | 365.220.1121                  |
| BW                                      | Reisebüro                                   | Hauptstraße 4 (Karte)                                               |           | Teil des DE 365.220.1113 | 365.220.1122                  |
| BW                                      | Liebing                                     | Hauptstraße 5 (Karte)                                               |           | Teil des DE 365.220.1113 | 365.220.1123                  |
| BW                                      | arko                                        | Hauptstraße 6 (Karte)                                               |           | Teil des DE 365.220.1113 | 365.220.1124                  |
| BW                                      | SPD                                         | Hauptstraße 7 (Karte)                                               |           | Teil des DE 365.220.1113 | 365.220.1125                  |
| BW                                      | NKD                                         | Hauptstraße 8 (Karte)                                               |           | Teil des DE 365.220.1113 | 365.220.1126                  |
| BW                                      | Il Cianti                                   | Hauptstraße 9 (Karte)                                               |           | Teil des DE 365.220.1113 | 365.220.1127                  |
| BW                                      | Cafè Pille                                  | Hauptstraße 10 (Karte)                                              |           | Einzeldenkmal, auch Teil des DE 365.220.1113                                                                                      | 365.220.1115                  |
| BW                                      | Optiker                                     | Hauptstraße 11 (Karte)                                              |           | Einzeldenkmal, auch Teil des DE 365.220.1113                                                                                      | 365.220.1116                  |
| BW                                      | Döner                                       | Hauptstraße 12 (Karte)                                              |           | Teil des DE 365.220.1113 | 365.220.1128                  |
| BW                                      | Blumen                                      | Hauptstraße 13 (Karte)                                              |           | Teil des DE 365.220.1113 | 365.220.1129                  |
| BW                                      | Fleischerei                                 | Hauptstraße 14 (Karte)                                              |           | Teil des DE 365.220.1113 | 365.220.1130                  |
| BW                                      | Tetzlaff                                    | Hauptstraße 15 (Karte)                                              |           | Einzeldenkmal, auch Teil des DE 365.220.1113                                                                                      | 365.220.1117                  |
| BW                                      | Axt                                         | Hauptstraße 16 und Nikolaus-von-Halem-Straße 14 (Karte)             |           | Teil des DE 365.220.1113 | 365.220.1131                  |
| BW                                      | Tabak                                       | Hauptstraße 17 (Karte)                                              |           | Teil des DE 365.220.1113 | 365.220.1132                  |
| BW                                      | Wüstenrot                                   | Hauptstraße 18 (Karte)                                              |           | Teil des DE 365.220.1113 | 365.220.1133                  |
| BW                                      | Rode                                        | Hauptstraße 19 (Karte)                                              |           | Einzeldenkmal, auch Teil des DE 365.220.1113                                                                                      | 365.220.1118                  |
| BW                                      | Hartl                                       | Hauptstraße 21 (Karte)                                              |           | Teil des DE 365.220.1113 | 365.220.1134                  |
| BW                                      | Lessel                                      | Hauptstraße 20/22 und Nikolaus-von-Halem-Str. 15 (Karte)            |           | Teil des DE 365.220.1113 | 365.220.1135                  |
| BW                                      | Pfeil                                       | Hauptstraße 23 (Karte)                                              |           | Teil des DE 365.220.1113 | 365.220.1136                  |
| BW                                      | Tedi                                        | Hauptstraße 24 (Karte)                                              |           | Teil des DE 365.220.1113 | 365.220.1137                  |
| BW                                      | Rossmann                                    | Hauptstraße 25 (Karte)                                              |           | Teil des DE 365.220.1113 | 365.220.1138                  |
| BW                                      | Sisolewski                                  | Hauptstraße 26 (Karte)                                              |           | Einzeldenkmal, auch Teil des DE 365.220.1113                                                                                      | 365.220.1119                  |
| BW                                      | Wippertal                                   | Hauptstraße 27 (Karte)                                              |           | Teil des DE 365.220.1113 | 365.220.1139                  |
| Fotos hochladen                         | Ohm                                         | Hauptstraße 28 (Karte)                                              |           | Teil des DE 365.220.1113 | 365.220.1140                  |
| Fotos hochladen                         | Thüringer Hof                               | Hauptstraße 30/32 (Karte)                                           |           | Teil des DE 365.220.1113 | 365.220.1141                  |
| BW                                      | Wohnhaus ?                                  | Hauptstraße 31 (Karte)                                              |           | Teil des DE 365.220.1113 | 365.220.1142                  |
| BW                                      | Bauruine                                    | Hauptstraße 33 (Karte)                                              |           | Teil des DE 365.220.1113 | 365.220.1143                  |
| BW                                      | Gräser                                      | Hauptstraße 34 (Karte)                                              |           | Teil des DE 365.220.1113 | 365.220.1144                  |
| BW                                      | Wohnhaus ?                                  | Hauptstraße 35 (Karte)                                              |           | Teil des DE 365.220.1113 | 365.220.1145                  |
| BW                                      | Schnepfe                                    | Hauptstraße 36 (Karte)                                              |           | Teil des DE 365.220.1113 | 365.220.1146                  |
| BW                                      | Apotheke                                    | Hauptstraße 37 (Karte)                                              |           | auch als Burgstraße 11 geführt, Teil des DE 365.220.1113                                                                          | 365.220.1147                  |
| BW                                      | Modeexpress                                 | Hauptstraße 38 (Karte)                                              |           | Teil des DE 365.220.1113 | 365.220.1148                  |
| BW                                      | Ärztehaus                                   | Hauptstraße 39 (Karte)                                              |           | Teil des DE 365.220.1113 | 365.220.1149                  |
| BW                                      | TA                                          | Hauptstraße 40 (Karte)                                              |           | Teil des DE 365.220.1113 | 365.220.1150                  |
| BW                                      | Dölling                                     | Hauptstraße 41 (Karte)                                              |           | eil des DE 365.220.1113 | 365.220.1154                  |
| BW                                      | Straße                                      | Hauptstraße (Karte)                                                 |           | Straßenansicht, Teil des DE 365.220.1113                                                                                          | 365.220.1151                  |
| Direkt Bild zu diesem Denkmal hochladen | Forsthaus                                   | Heinrich-von-Cotta-Weg 2+6                                          |           | mit Scheune, Einzeldenkmal | 365.220.1051                  |
| BW                                      | Wohnhaus mit Gartenpavillon                 | Im Loh 1a (Karte)                                                   |           | Einzeldenkmal | 365.220.1580                  |
| BW                                      | Villa ?                                     | Jechaburger Weg 25 (Karte)                                          |           | Grundstück, 31 – 2824/237, Einzeldenkmal, laut Liste Hochbehälter Franzberg                                                       | 365.220.1066                  |
| BW                                      | Wohn- und Geschäftshaus                     | Johann-Karl-Wezel-Straße 42 (Karte)                                 |           | Teil des DE 365.220.1113 | 365.220.1509                  |
| BW                                      | Wohn- und Geschäftshaus                     | Johann-Karl-Wezel-Straße 44 (Karte)                                 |           | Teil des DE 365.220.1113 | 365.220.1510                  |
| BW                                      | Wohn- und Geschäftshaus                     | Johann-Karl-Wezel-Straße 46 (Karte)                                 |           | Teil des DE 365.220.1113 | 365.220.1511                  |
| BW                                      | Wohn- und Geschäftshaus                     | Johann-Karl-Wezel-Straße 48/50 (Karte)                              |           | Teil des DE 365.220.1113 | 365.220.9920                  |
| BW                                      | Wohn- und Geschäftshaus                     | Johann-Karl-Wezel-Straße 50a (Karte)                                |           | Teil des DE 365.220.1113 | 365.220.1512                  |
| BW                                      | Stadtvilla mit Remise                       | Kleine Gartenstraße 1 (Karte)                                       |           | Einzeldenkmal | 365.220.1095                  |
| BW                                      | Kaserne                                     | Kurt-Hafermalz-Straße 5 (Karte)                                     |           | Karl-Günther-Kaserne, Einzeldenkmal                                                                                               | 365.220.1068                  |
| BW                                      | Denkmalensembles Restmaueranlage            | Lange Straße 21-41, 45, Am Durchbruch 1-2, J.-K.-Wezel-Str. (Karte) |           | Teil des DE 365.220.1113 | ?                             |
| BW                                      | Stadtmauer und Mikwe                        | Lange Straße 1a (Karte)                                             |           | Bodendenkmal, Grundstück 4-248/8, 4-1263/243, als Ensemble Teil des DE 365.220.1113                                               | 365.220.1106                  |
| BW                                      | Stadtmauer                                  | Lange Straße 1a (Karte)                                             |           | Bodendenkmal, Grundstück 4-248/8, 4-1263/244, Teil des DE 365.220.1113                                                            | 365.220.1570                  |
| BW                                      | Gewerbefläche                               | Lange Straße 4 (Karte)                                              |           | Teil des DE 365.220.1113 | 365.220.1534                  |
| BW                                      | Wohnhaus                                    | Lange Straße 5 (Karte)                                              |           | Teil des DE 365.220.1113 | 365.220.1533                  |
| BW                                      | Wohnhaus                                    | Lange Straße 7 (Karte)                                              |           | Teil des DE 365.220.1113 | 365.220.1535                  |
| Direkt Bild zu diesem Denkmal hochladen | Wohnhaus                                    | Lange Straße 10                                                     |           | Teil des DE 365.220.1113 | 365.220.1536                  |
| BW                                      | Wohnhaus                                    | Lange Straße 11/12 (Karte)                                          |           | Teil des DE 365.220.1113 | 365.220.1537                  |
| BW                                      | Wohnhaus                                    | Lange Straße 13 (Karte)                                             |           | Teil des DE 365.220.1113 | 365.220.1538                  |
| BW                                      | Wohnhaus                                    | Lange Straße 14 (Karte)                                             |           | Teil des DE 365.220.1113 | 365.220.1539                  |
| BW                                      | Mischnutzung mit Wohnen                     | Lange Straße 15/16 (Karte)                                          |           | Teil des DE 365.220.1113 | 365.220.1540                  |
| BW                                      | Wohnhaus                                    | Lange Straße 18 (Karte)                                             |           | Teil des DE 365.220.1113 | 365.220.1541                  |
| BW                                      | Wohnhaus                                    | Lange Straße 20 (Karte)                                             |           | Teil des DE 365.220.1113 | 365.220.1542                  |
| BW                                      | Wohnhaus                                    | Lange Straße 21 (Karte)                                             |           | Einzeldenkmal, auch Teil des DE 365.220.1113                                                                                      | 365.220.1543                  |
| BW                                      | Wohnhaus                                    | Lange Straße 22/23 (Karte)                                          |           | Teil des DE 365.220.1113 | 365.220.1544                  |
| BW                                      | Wohnhaus                                    | Lange Straße 24 (Karte)                                             |           | Teil des DE 365.220.1113 | 365.220.1545                  |
| BW                                      | Wohnhaus                                    | Lange Straße 25 (Karte)                                             |           | Teil des DE 365.220.1113 | 365.220.1546                  |
| BW                                      | Wohnhaus                                    | Lange Straße 26 (Karte)                                             |           | Teil des DE 365.220.1113 | 365.220.1547                  |
| BW                                      | Wohnhaus                                    | Lange Straße 27 (Karte)                                             |           | Teil des DE 365.220.1113 | 365.220.1548                  |
| BW                                      | Wohnhaus                                    | Lange Straße 28 (Karte)                                             |           | Teil des DE 365.220.1113 | 365.220.1549                  |
| BW                                      | Wohnhaus                                    | Lange Straße 29 (Karte)                                             |           | Teil des DE 365.220.1113 | 365.220.1550                  |
| BW                                      | Wohnhaus                                    | Lange Straße 31 (Karte)                                             |           | Teil des DE 365.220.1113 | 365.220.1551                  |
| BW                                      | Wohnhaus                                    | Lange Straße 32 (Karte)                                             |           | Einzeldenkmal, Teil des DE 365.220.1113                                                                                           | 365.220.1552                  |
| BW                                      | Wohn- und Geschäftshaus                     | Lange Straße 33 (Karte)                                             |           | Einzeldenkmal, Teil des DE 365.220.1113                                                                                           | 365.220.1553                  |
| weitere Bilder Fotos hochladen          | Gottschalcksches Haus                       | Lange Straße 34 (Karte)                                             |           | ehemaliges Stadtpalais, Teil des DE 365.220.1113                                                                                  | 365.220.1554                  |
| BW                                      | Wohn- und Geschäftshaus                     | Lange Straße 35 (Karte)                                             |           | Teil des DE 365.220.1113 | 365.220.1028                  |
| BW                                      | Wohnhaus                                    | Lange Straße 36 (Karte)                                             |           | Teil des DE 365.220.1113 | 365.220.1555                  |
| BW                                      | Wohnhaus                                    | Lange Straße 36a (Karte)                                            |           | Teil des DE 365.220.1113 | 365.220.1556                  |
| BW                                      | Wohnhaus                                    | Lange Straße 37 (Karte)                                             |           | Teil des DE 365.220.1113 | 365.220.1557                  |
| BW                                      | Wohnhaus                                    | Lange Straße 38 (Karte)                                             |           | Teil des DE 365.220.1113 | 365.220.1558                  |
| BW                                      | Wohn- und Geschäftshaus                     | Lange Straße 39 (Karte)                                             |           | Teil des DE 365.220.1113 | 365.220.1559                  |
| BW                                      | Wohnhaus                                    | Lange Straße 40 (Karte)                                             |           | Einzeldenkmal, Teil des DE 365.220.1113                                                                                           | 365.220.1560                  |
| BW                                      | Wohnhaus                                    | Lange Straße 41 (Karte)                                             |           | Teil des DE 365.220.1113 | 365.220.1561                  |
| BW                                      | Wohnhaus                                    | Lange Straße 42 (Karte)                                             |           | Einzeldenkmal, Teil des DE 365.220.1113                                                                                           | 365.220.1562                  |
| BW                                      | Wohnhaus                                    | Lange Straße 42a (Karte)                                            |           | Teil des DE 365.220.1113 | 365.220.1563                  |
| BW                                      | Wohnhaus                                    | Lange Straße 43 (Karte)                                             |           | Teil des DE 365.220.1113 | 365.220.1564                  |
| BW                                      | Wohnhaus                                    | Lange Straße 44 (Karte)                                             |           | Teil des DE 365.220.1113 | 365.220.1565                  |
| BW                                      | Wohn- und Geschäftshaus                     | Lange Straße 45 (Karte)                                             |           | Teil des DE 365.220.1113 | 365.220.1566                  |
| BW                                      | Wohn- und Geschäftshaus                     | Lange Straße 46 (Karte)                                             |           | Teil des DE 365.220.1113 | 365.220.1567                  |
| BW                                      | Gaststätte „Zur Klause“                     | Lange Straße 47/48 (Karte)                                          |           | Wohnhaus + Gaststätte, Teil des DE 365.220.1113                                                                                   | 365.220.1568                  |
| BW                                      | Landesmusikakademie                         | Lohberg 11 (Karte)                                                  |           | Einzeldenkmal | 365.220.1059                  |
| Fotos hochladen                         | Straße                                      | Lange Straße (Karte)                                                |           | Straßenbild, Teil des DE 365.220.1113                                                                                             | 365.220.1569                  |
| Fotos hochladen                         | Denkmalensemble Marktplatz                  | Marktplatz (Karte)                                                  |           | Einzeldenkmal, auch Teil des DE 365.220.1113                                                                                      | 365.220.1172                  |
| BW                                      | Optiker                                     | Markt 2, Carl-Schroeder-Straße 8 – 8a (Karte)                       |           | Wohn- und Geschäftshaus, Teil des DE 365.220.1113 + 365.220.1172                                                                  | 365.220.1173                  |
| Fotos hochladen                         | Wohn- und Geschäftshaus                     | Markt 3 (Karte)                                                     |           | Posthalterei, Einzeldenkmal, auch Teil des DE 365.220.1113 + 365.220.1172                                                         | 365.220.1174                  |
| Fotos hochladen                         | Behördeneinrichtung                         | Markt 4 (Karte)                                                     |           | ehm. „Zum Schwan“, Einzeldenkmal, auch Teil des DE 365.220.1113 + 365.220.1172                                                    | 365.220.1175                  |
| BW                                      | Denkmalensemble Marktplatz                  | Markt 5 (Karte)                                                     |           | Grundstück 5-381/5, Teil des DE 365.220.1113 + 365.220.1172                                                                       | 365.220.1177                  |
| Fotos hochladen                         | Denkmalensemble Marktplatz                  | Markt 6 ? (Karte)                                                   |           | Grundstück 5-381/6, Teil des DE 365.220.1113 + 365.220.1172                                                                       | 365.220.1176                  |
| weitere Bilder Fotos hochladen          | Rathaus                                     | Markt 7 (Karte)                                                     |           | Einzeldenkmal, auch Teil des DE 365.220.1113 + 365.220.1172                                                                       | 365.220.1178                  |
| Fotos hochladen                         | Landratsamt                                 | Markt 8 (Karte)                                                     |           | Prinzenpalais, Einzeldenkmal, auch Teil des DE 365.220.1113 + 365.220.1172                                                        | 365.220.1179                  |
| BW                                      | Geb.-Freifläche                             | Nikolaus-von-Halem-Straße (Karte)                                   |           | Grundstücke: 4-305/2, 305/11, 307/2, 320/4, 5-337/20, 352/4, 356/3, Teil des DE 365.220.1113                                      | 365.220.1163                  |
| BW                                      | Parkplätze                                  | Nikolaus-von-Halem-Straße (Karte)                                   |           | Grundstücke: 4-313/3 und 1443/312, Teil des DE 365.220.1113                                                                       | 365.220.1164                  |
| BW                                      | Straße/Weg                                  | Nikolaus-von-Halem-Straße (Karte)                                   |           | Grundstück 4-799 und 5-826/4, Teil des DE 365.220.1113                                                                            | 365.220.1165                  |
| BW                                      | Freifläche/WE                               | Nikolaus-von-Halem-Straße 3 (Karte)                                 |           | Teil des DE 365.220.1113 | 365.220.1166                  |
| BW                                      | Wohnhaus                                    | Nikolaus-von-Halem-Straße 5 (Karte)                                 |           | Teil des DE 365.220.1113 | 365.220.1167                  |
| BW                                      | Wohnhaus und Freifläche                     | Nikolaus-von-Halem-Straße 7-9 (Karte)                               |           | Teil des DE 365.220.1113 | 365.220.1159                  |
| BW                                      | Wohn- und Geschäftshaus Sanitätshaus        | Nikolaus-von-Halem-Straße 10 (Karte)                                |           | Teil des DE 365.220.1113 | 365.220.1160                  |
| BW                                      | Wohn- und Geschäftshaus Weidensee           | Nikolaus-von-Halem-Straße 11 (Karte)                                |           | Teil des DE 365.220.1113 | 365.220.1161                  |
| BW                                      | Wohn- und Geschäftshaus Handarbeit          | Nikolaus-von-Halem-Straße 12 (Karte)                                |           | Teil des DE 365.220.1113 | 365.220.1162                  |
| BW                                      | Wohn- und Geschäftshaus Rübsam              | Nikolaus-von-Halem-Straße 17 (Karte)                                |           | Teil des DE 365.220.1113 | 365.220.1168                  |
| BW                                      | Wohngebäude                                 | Nikolaus-von-Halem-Straße 18 (Karte)                                |           | Teil des DE 365.220.1113 | 365.220.1169                  |
| BW                                      | Wohngebäude                                 | Nikolaus-von-Halem-Straße 19 (Karte)                                |           | Teil des DE 365.220.1113 | 365.220.1170                  |
| BW                                      | Denkmalensembles Pfarrstraße                | Pfarrstraße 1-6 (Karte)                                             |           | Teil des DE 365.220.1113 | 365.220.1153                  |
| BW                                      | Ehem. Pfarr- und Schulgebäude               | Pfarrstraße 1 (Karte)                                               |           | Einzeldenkmal, auch Teil des DE 365.220.1113                                                                                      | 365.220.1155                  |
| Fotos hochladen                         | Ehem. Pfarr- und Schulgebäude               | Pfarrstraße 2 (Karte)                                               |           | Einzeldenkmal, auch Teil des DE 365.220.1113                                                                                      | 365.220.1156                  |
| BW                                      | Ehem. Pfarr- und Schulgebäude               | Pfarrstraße 3 (Karte)                                               |           | Einzeldenkmal, auch Teil des DE 365.220.1113                                                                                      | 365.220.1157                  |
| BW                                      | Wohngebäude                                 | Pfarrstraße 4-6 (Karte)                                             |           | baul. Gesamtanlage, Teil des DE 365.220.1113                                                                                      | 365.220.1158                  |
| BW                                      | Jagdschloss Possen                          | Possen 1 (Karte)                                                    |           | ehem. Jagdschloss, ehem. Reithalle, Bärenzwinger, hist. Allee, Aussichtsturm; Einzeldenkmal                                       | 365.220.1074                  |
| BW                                      | Wohnhaus                                    | Planplatz 9 (Karte)                                                 |           | ehem. Waisenhaus, Einzeldenkmal                                                                                                   | 365.220.1071                  |
| weitere Bilder Fotos hochladen          | Jüdischer Friedhof                          | Possenallee (Karte)                                                 |           | Einzeldenkmal | 365.220.1076                  |
| weitere Bilder Fotos hochladen          | Südbahnhof                                  | Possenallee (Karte)                                                 |           | Bahnhofsgebäude, Einzeldenkmal | 365.220.1072                  |
| Fotos hochladen                         | Villa                                       | Possenallee 4 (Karte)                                               |           | Einzeldenkmal | 365.220.1098                  |
| Fotos hochladen                         | Villa                                       | Possenallee 16 (Karte)                                              |           | Henrik Gabriel Allianz, Einzeldenkmal                                                                                             | 365.220.1097                  |
| Fotos hochladen                         | Villa                                       | Possenallee 18 (Karte)                                              |           | Einzeldenkmal | 365.220.1096                  |
| Fotos hochladen                         | Villa                                       | Possenallee 20 (Karte)                                              |           | Einzeldenkmal | 365.220.1100                  |
| Fotos hochladen                         | Villa                                       | Possenallee 22/24 (Karte)                                           |           | Einzeldenkmal | 365.220.1099                  |
| BW                                      | Villa                                       | Schillerstraße 7 (Karte)                                            |           | Einzeldenkmal | 365.220.1102                  |
| BW                                      | Villa                                       | Schillerstraße 8 (Karte)                                            |           | Einzeldenkmal | 365.220.1101                  |
| Direkt Bild zu diesem Denkmal hochladen | ehem. Schleifhütte                          | Schleifhütte 1                                                      |           | Wohnhaus, Stallgebäude und Einfriedung, Einzeldenkmal                                                                             | 365.220.1105                  |
| BW                                      | Wohn- und Geschäftshaus                     | Schösserstraße 1 (Karte)                                            |           | Denkmalensemble Schösserstraße, Teil des DE 365.220.1113                                                                          | 365.220.1513                  |
| BW                                      | Wohn- und Geschäftshaus                     | Schösserstraße 2 (Karte)                                            |           | Denkmalensemble Schösserstraße, Teil des DE 365.220.1113                                                                          | 365.220.1514                  |
| BW                                      | Wohn- und Geschäftshaus                     | Schösserstraße 3 (Karte)                                            |           | Denkmalensemble Schösserstraße, Teil des DE 365.220.1113                                                                          | 365.220.1515                  |
| BW                                      | Wohn- und Geschäftshaus                     | Schösserstraße 4 (Karte)                                            |           | Denkmalensemble Schösserstraße, Teil des DE 365.220.1113                                                                          | 365.220.1516                  |
| BW                                      | Wohn- und Geschäftshaus                     | Schösserstraße 5 (Karte)                                            |           | Denkmalensemble Schösserstraße, Teil des DE 365.220.1113                                                                          | 365.220.1517                  |
| BW                                      | Wohn- und Geschäftshaus                     | Schösserstraße 6 (Karte)                                            |           | Denkmalensemble Schösserstraße, Teil des DE 365.220.1113                                                                          | 365.220.1518                  |
| Fotos hochladen                         | Teil Thüringer Hof                          | Stubengasse 3 (Karte)                                               |           | Teil des DE 365.220.1113 | 365.220.1171                  |
| BW                                      | Straße                                      | Stubengasse (Karte)                                                 |           | Straßenansicht, Teil des DE 365.220.1113                                                                                          | 365.220.1152                  |
| weitere Bilder Fotos hochladen          | Trinitatiskirche                            | Trinitatisplatz (Karte)                                             |           | evangelische Kirche, Einzeldenkmal, Teil des DE 365.220.1113                                                                      | 365.220.1577                  |
| BW                                      | Wohnbaufläche                               | Trinitatisplatz 2 (Karte)                                           |           | Grundstück 5-1520/431, auch Teil des DE 365.220.1113                                                                              | 365.220.1576                  |
| BW                                      | Wohnbaufläche                               | Trinitatisplatz (Karte)                                             |           | Grundstück 5-425/1, Teil des DE 365.220.1113                                                                                      | 365.220.1571                  |
| BW                                      | Wohnbaufläche                               | Trinitatisplatz (Karte)                                             |           | Grundstück 5-525/2, Teil des DE 365.220.1113                                                                                      | 365.220.1572                  |
| BW                                      | Wohnbaufläche                               | Trinitatisplatz (Karte)                                             |           | Grundstück 5-426/1, Teil des DE 365.220.1113                                                                                      | 365.220.1573                  |
| BW                                      | Wohnbaufläche                               | Trinitatisplatz (Karte)                                             |           | Grundstück 5-829, Teil des DE 365.220.1113                                                                                        | 365.220.1574                  |
| BW                                      | Wohnbaufläche                               | Trinitatisplatz (Karte)                                             |           | Grundstück 5-1413/310, auch Teil des DE 365.220.1113                                                                              | 365.220.1575                  |
| Direkt Bild zu diesem Denkmal hochladen | ehem. Gefängnis                             | Ulrich-von-Hutten-Straße                                            |           | Einzeldenkmal | 365.220.1583                  |
| BW                                      | Kreisgericht                                | Ulrich-von-Hutten-Straße 2 (Karte)                                  |           | Gerichtsgebäude, Einzeldenkmal | 365.220.1107                  |
| BW                                      | ehem. Schützenhaus                          | Volksplatz 1 (Karte)                                                |           | Einzeldenkmal | 365.220.1073                  |
| Direkt Bild zu diesem Denkmal hochladen | Barockes Tor                                | Vor dem Wippertor 1a                                                |           | Tor mit Pforte, Einzeldenkmal | 365.220.1069                  |
| BW                                      | Bauernhof                                   | Vor dem Wippertor 4 (Karte)                                         |           | ehem. Gasthof „Schwarzer Bär“, Einzeldenkmal                                                                                      | 365.220.1057                  |
| Fotos hochladen                         | Villa „Oertel“                              | Wilhelm-Külz-Straße 17 (Karte)                                      |           | Villa samt Einfriedung, Einzeldenkmal                                                                                             | 365.220.1054                  |
| BW                                      | Villa „Lüpfert“                             | Wilhelm-Külz-Straße 18 (Karte)                                      |           | Villa samt Einfriedung, Einzeldenkmal                                                                                             | 365.220.1063                  |
| BW                                      | Villa „Bauer“                               | Wilhelm-Külz-Straße 20 (Karte)                                      |           | Villa, Einzeldenkmal | 365.220.1050                  |

### Stockhausen
| Bild                           | Bezeichnung  | Lage                                | Datierung | Beschreibung                           | ID           |
| ------------------------------ | ------------ | ----------------------------------- | --------- | -------------------------------------- | ------------ |
| weitere Bilder Fotos hochladen | St. Matthias | Pfarrer-Carl-Moeller-Straße (Karte) |           | Evangelische Pfarrkirche & Ausstattung | 365.220.1586 |
| BW                             | Bauernhaus   | Rudolf-Breitscheid-Straße 9 (Karte) |           | Bauern-Stallhaus, Flurstück 1-111/4    | 365.220.1044 |

### Straußberg
| Bild                           | Bezeichnung | Lage                         | Datierung | Beschreibung                                 | ID           |
| ------------------------------ | ----------- | ---------------------------- | --------- | -------------------------------------------- | ------------ |
| weitere Bilder Fotos hochladen | Burgruine   | Oberer Straußberg (Karte)    |           | Flurstück 1- 5/11, Ruine der Burg Straußberg | 365.220.0500 |
| Fotos hochladen                | Herrenhaus  | Oberer Straußberg 22 (Karte) |           | Gutshof                                      | 365.220.0499 |

### Thalebra
| Bild                           | Bezeichnung                    | Lage                  | Datierung | Beschreibung                                                     | ID           |
| ------------------------------ | ------------------------------ | --------------------- | --------- | ---------------------------------------------------------------- | ------------ |
| weitere Bilder Fotos hochladen | Evangelische Kirche St. Crucis | Kirchplatz (Karte)    |           | Kirche samt künstlerischer Ausstattung, Kirchhof und Einfriedung | 365.220.0501 |
| BW                             | Wohnhaus                       | Kirchplatz 14 (Karte) |           | Wohnhaus                                                         | 365.220.0502 |

## Ehemalige Kulturdenkmale

### Hohenebra
| Bild            | Bezeichnung | Lage                     | Datierung | Beschreibung | ID           |
| --------------- | ----------- | ------------------------ | --------- | ------------ | ------------ |
| Fotos hochladen | Wohnhaus    | An den Linden 22 (Karte) |           |              | 365.220.0295 |

### Schernberg
| Bild                                    | Bezeichnung | Lage                 | Datierung | Beschreibung | ID           |
| --------------------------------------- | ----------- | -------------------- | --------- | ------------ | ------------ |
| Direkt Bild zu diesem Denkmal hochladen | Wohnhaus    | Himmelsberger Tor 24 |           |              | 365.220.0484 |

### Thalebra
| Bild                                    | Bezeichnung | Lage       | Datierung | Beschreibung                       | ID           |
| --------------------------------------- | ----------- | ---------- | --------- | ---------------------------------- | ------------ |
| Direkt Bild zu diesem Denkmal hochladen | Stall       | Rosenweg 1 |           | Stall, Strohboden und Fensterladen | 365.220.0301 |